# Tipula denningi
Tipula denningi är en tvåvingeart som beskrevs av Alexander 1969. Tipula denningi ingår i släktet Tipula och familjen storharkrankar. Inga underarter finns listade i Catalogue of Life.